# Minh Huệ Đế
Minh Huệ Tông (chữ Hán: 明惠宗, 5 tháng 12, 1377 – 13 tháng 7, 1402?), là vị hoàng đế thứ hai của nhà Minh trong lịch sử Trung Quốc. Tên húy của ông là Chu Doãn Văn (朱允炆), thụy hiệu là Huệ Đế (惠帝), còn gọi là Kiến Văn Đế (建文帝). Kiến Văn Đế kế vị vua Minh Thái Tổ (Hồng Vũ Đế) và cai trị từ năm 1398–1402.

## Thời trẻ
Minh Huệ Đế là con trai thứ hai của Ý Văn thái tử Chu Tiêu (1355 – 1392) với bà phi họ Lã, là đích tôn của Minh Thái Tổ Chu Nguyên Chương. Ông là người hiếu học, tính hiếu thảo. Do cha và anh trai ông là đích trưởng tôn Chu Hùng Anh đã mất trước khi Minh Thái Tổ qua đời nên Minh Thái Tổ lập ông làm người kế vị vào tháng 9 năm 1392. Đến năm 1396, Minh Thái Tổ cho lập Đông cung vương phủ.
Khi còn là Hoàng thái tôn, ông từng dâng biểu đề nghị Minh Thái Tổ cho sửa 73 điều của Luật Hồng Vũ vì ông cho rằng các điều này quá nghiêm khắc.
Tháng 5 nhuận năm 1398, Minh Thái Tổ bệnh mất, Chu Doãn Văn lên ngôi, đóng đô ở Nam Kinh, hiệu Minh Huệ Đế. Ông thay đổi chính sách của ông mình, giảm bớt hình phạt nghiêm khắc, tha nhiều tù nhân và áp dụng chính sách triệt phiên nhằm tập trung quyền lực về trung ương.

## Bãi phiên và kết cục
Thời kỳ Minh Thái Tổ Chu Nguyên Chương trị vì, để củng cố hoàng thất, Minh Thái Tổ đã phong cho con cháu làm phiên vương, nắm giữ binh quyền tại đất phong và đều có quân đội riêng để tự vệ. Khi Minh Huệ Đế lên ngôi, ông trọng dụng ba người Tề Thái, Hoàng Tử Trừng, Phương Hiếu Nhụ. Tề Thái làm Binh bộ thượng thư, Hoàng Tử Trừng làm thái thường tự khanh, Phương Hiếu Nhụ làm hàn lâm viện thị giảng. Mọi việc lớn của quốc gia đều bàn bạc với ba người này. Do chính sách phong phiên vương của Minh Thái Tổ nên thế lực của các phiên rất lớn. Khi còn là hoàng thái tôn, ông từng hỏi Hoàng Tử Trừng về cách xử lý các phiên. Sau khi lên ngôi, ông cho triệu các phiên vương về kinh để tiến hành bãi bỏ phiên vương. Tháng 4 âm lịch năm 1399 ép cho Tương vương Chu Bách phải tự thiêu chết cùng cả nhà, còn Tề vương Chu Phù, Đại vương Chu Quế bị giáng làm thứ nhân. Tháng 6 âm lịch giáng Mân vương Chu Biền làm thứ nhân nhưng chưa động tới Yên vương Chu Đệ, do thế lực của ông này là rất lớn mạnh. Tuy nhiên, điều này đã làm cho Yên vương Chu Đệ lo sợ cho số phận của mình nên đã quyết định áp dụng sách lược tiên phát chế nhân.
Ban đầu, Chu Đệ chưa dám động binh vì một số người con của ông (Chu Cao Sí, Chu Cao Hú, Chu Cao Toại) còn ở Nam Kinh. Một số đại thần khuyên Minh Huệ Đế giữ các con của Chu Đệ làm con tin. Tuy nhiên qua một thời gian, Minh Huệ Đế thấy Chu Đệ sai sứ qua lại với thái độ mềm mỏng, cho rằng Chu Đệ thần phục nên thôi không giữ các con Chu Đệ nữa.
Tháng 7 âm lịch năm 1399, tại Bắc Kinh, Chu Đệ khởi binh làm phản. Ban đầu, quân triều đình chiếm ưu thế do Minh Huệ Đế là người nhân ái nên đã có chỉ dụ nếu không có lệnh thì không được sát hại người của thúc phụ. Tuy nhiên, do Minh Thái Tổ lạm sát công thần nên phía Minh Huệ Đế không còn nhiều người có khả năng cầm quân. Vì vậy, khi Chu Đệ vốn dày dạn kinh nghiệm chiến trường đích thân cầm quân thì cán cân lực lượng nghiêng về phía Chu Đệ. Tháng 4 năm 1402, quân Minh Huệ Đế thua trận tại Hoài Bắc, quân của Chu Đệ thừa thắng vượt qua sông Hoài Hà tiến về Trường Giang. Trong chiến sự, vai trò của Chu Cao Hú (một người con của Yên vương được Minh Huệ Đế thả về) khá lớn. Có người khuyên Minh Huệ Đế rời khỏi kinh thành nhưng Phương Hiếu Nhụ lại khuyên ông nên ở lại đợi viện binh.
Ngày 13 tháng 6 âm lịch năm 1402, quân Yên vương Chu Đệ tiến vào Nam Kinh, qua cửa Kim Xuyên tiến vào phủ Ứng Thiên nhưng không bắt được Minh Huệ Đế. Kinh thành bốc cháy và người ta không rõ kết cục của ông ra sao. Có thuyết nói rằng Minh Huệ Đế tự thiêu trong đám lửa cháy trong cung cấm. Lại có thuyết nói rằng ông bỏ trốn, cạo đầu làm sư, đi tu mai danh ẩn tích ở đâu không ai biết.
Theo một số câu chuyện dân gian, Minh Huệ Đế lưu lạc ở nhiều nước lân cận, nuôi chí lớn giành lại ngôi vị, tới khi trở về Nam Kinh thì tuổi đã lục tuần, chí lớn giành lại thiên hạ cũng đã hết, chu du thiên hạ rồi tạ thế ở đâu không ai hay biết.

## Gia thất

### Hoàng hậu
- Hiếu Mẫn Nhượng Hoàng hậu Mã thị (孝愍讓皇后馬氏; 1378 – 13 tháng 7, 1402), con gái của Mã Toàn (馬全), chết trong đám cháy

### Con cái
2 hoàng tử đều do Mã Hoàng hậu sinh ra
1. Hoà Giản Thái tử Chu Văn Khuê (和簡太子朱文奎; 30 tháng 11, 1396 – 1402?), được cho là bị chết cháy cùng với Minh Huệ đế và Mã Hoàng hậu
2. Nhuận Hoài vương Chu Văn Khuyên (潤懷王朱文圭; 1401 – 1457), sống sót trong đám cháy, bị quản thúc tới khi qua đời tại Quản An cung, Phượng Dương, có hai con trai chết yểu, có một người con trai còn sống không rõ tung tích